# Pierrage
Le pierrage est l’opération qui consiste à parfaire l’usinage d’une pièce de métal par polissage à l’aide de pierres abrasives.  C’est une des techniques utilisées  pour assurer le rodage ou la superfinition d’une surface usinée.

## But
Supprimer les traces laissées par les outils coupants sur les surfaces usinées ainsi que la fine couche (quelques microns) brûlée ou bleuie par un précédent usinage à la meule. Cette opération remplace le rodage naturel pratiqué, surface contre surface, au début du fonctionnement des ensembles mécaniques.

## Outil
Les outils actifs de pierrage sont constitués par un ensemble de pierres abrasives en forme de barrettes montées sur un porte-outil.

### Pièce cylindrique
La pièce à pierrer est animée d’un mouvement lent de rotation continue alors que l’outil se déplace sur celle-ci avec un mouvement de va-et-vient lent et irrégulier afin de croiser les traits laissés par les grains sur la pièce. La pression est assurée par le porte-pierres sur la pièce.

### Alésage
La pièce est généralement immobile, alors que l’outil porte-barrettes est animé d’un double mouvement lent de rotation et de translation alternative, les pierres, parallèles à l’axe de l’alésage, appliquant une pression sur la surface à usiner. Cette méthode est couramment employée pour le pierrage des chemises de cylindres (particulièrement dans le domaine automobile). La précision de l’usinage est assurée par le réglage expansif du porte-barrettes.

## Limite
La limite du pierrage comme pour la super-finition est, pour le bon fonctionnement du mécanisme, de laisser assez de micro-espace pour assurer une bonne lubrification. Une surface trop « idéale » comme dans le cas de cale étalon empêcherait le film d’huile d’agir, entraînant échauffement et grippage.
Un bon pierrage est souvent reconnu par le trait croisé qu'il laisse visible sur la surface des pièces.